# Bel Oiseau
Bel Oiseau är en bergstopp i Schweiz. Den ligger i distriktet Saint-Maurice och kantonen Valais, i den sydvästra delen av landet, 100 km söder om huvudstaden Bern. Toppen på Bel Oiseau är 2 630 meter över havet.